# جوزي توميتش
جوزي توميتش (بالإنجليزية: Josie Tomic) مواليد 9 يونيو 1989 في أستراليا الغربية، هو دراج أسترالي. شارك في دورة الألعاب الأولمبية الصيفية.

## وصلات خارجية
- الموقع الرسمي

## روابط خارجية
- جوزي توميتش على موقع الاتحاد الدولي للدراجات (الإنجليزية)
- جوزي توميتش على موقع أرشيف الدراجات (الإنجليزية)
- جوزي توميتش على موقع إحصائيات الدراجات الإحترافية (الإنجليزية)
- جوزي توميتش على موقع نسبة الدراجات (الإنجليزية)
- جوزي توميتش على موقع أوليمبيديا (الإنجليزية)
- جوزي توميتش على موقع اللجنة الأولمبية الأسترالية (الإنجليزية)
- جوزي توميتش على موقع اتحاد ألعاب الكومنولث (مؤرشف) (الإنجليزية)